# Hydropionea basale
Hydropionea basale là một loài bướm đêm trong họ Crambidae.